# Philippe Guillard
Pour les articles homonymes, voir Guillard.
Philippe Guillard est un joueur de rugby à XV et  réalisateur de cinéma français, né le 13 mai 1961 aux Abymes en Guadeloupe, de 1,80 m pour 76 kg, ayant évolué au poste de trois-quarts aile gauche au Racing club de France.

## Biographie

### Carrière de joueur
Fils de gendarme, Philippe Guillard naît aux Abymes puis grandit dans les territoires d'outre-mer comme la Guadeloupe, la Martinique ou la Guyane. Il change régulièrement d'établissement scolaire et découvre alors le rugby avec des fils de militaires.
Il est formé au Sporting Club universitaire de France. Il quitte le club pour rejoindre le Racing club de France en 1982. Il participe à la lente ascension du club parisien qui rejoint l'élite en 1985.
En 1987, il atteint la finale du championnat de France mais le Racing est battu par Toulon 15-12 après avoir éliminé le Stade toulousain en demi-finale 10-9.
Il devient champion de France en 1990, après avoir battu successivement Grenoble en quart sur un essai refusé à tort aux Alpins,, le Stade toulousain 21-14 comme 3 ans plus tôt en demi-finale puis le SU Agen en finale (22-12 après prolongations). Le Racing était alors emmené par une génération exceptionnelle avec notamment Franck Mesnel, Jean-Baptiste Lafond, Laurent Bénézech ou Éric Blanc. Il met un terme à sa carrière en 1993.
Il fait aussi partie du groupe de cinq joueurs (avec Franck Mesnel, Jean-Baptiste Lafond, Éric Blanc et Yvon Rousset) à créer la marque au nœud papillon rose Eden Park.

### Reconversion

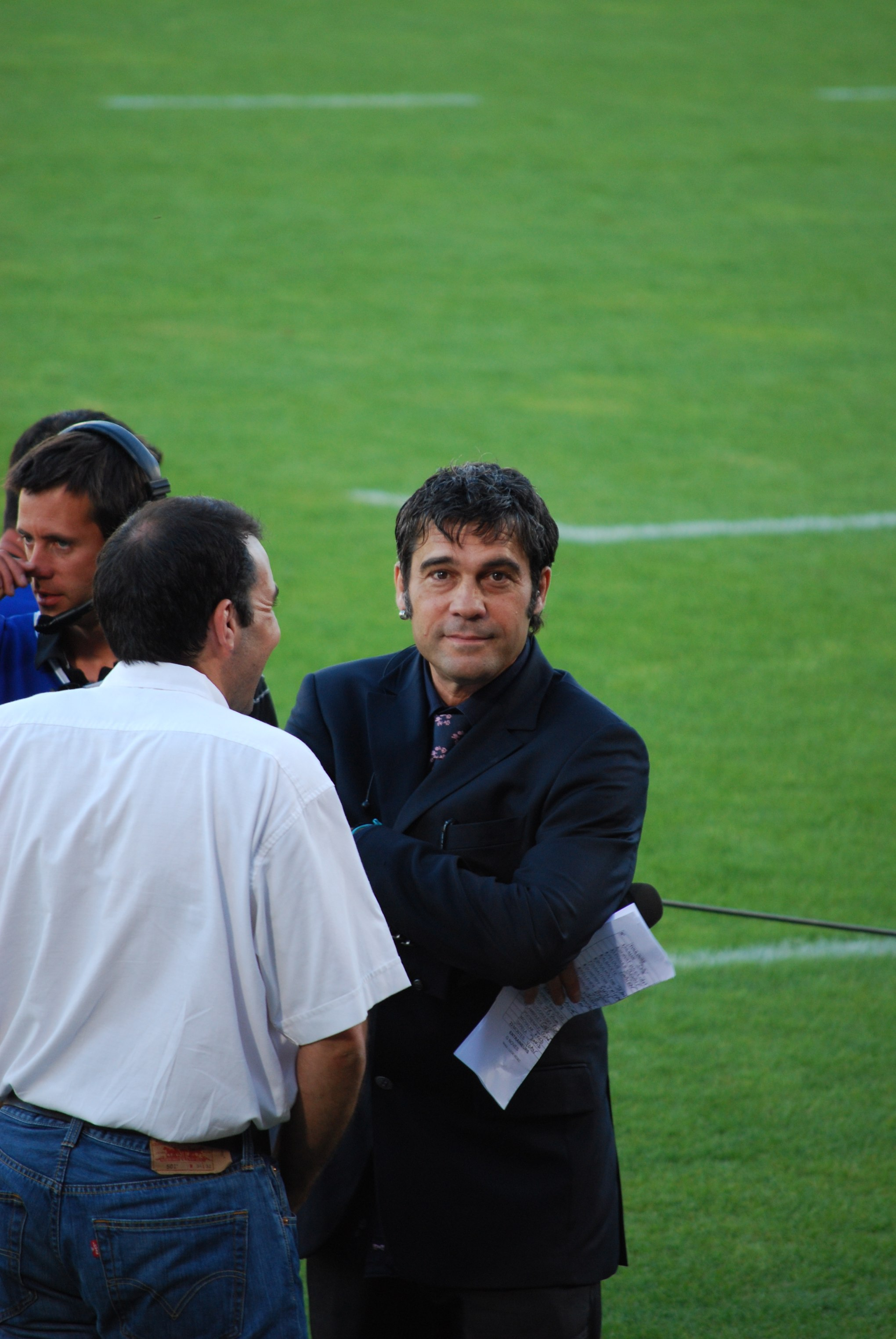
Philippe Guillard lors de la demi-finale Stade toulousain-ASM Clermont Auvergne du Top 14 2008-2009.

Il est journaliste, scénariste et écrivain.
En 1999, il reçoit le Prix Sport Scriptum qui récompense le meilleur ouvrage de l'année consacré au sport, remis par l'Union des journalistes de sport en France et la FDJ, pour son ouvrage Petits bruits de couloir.
Après sa carrière, il travaille sur Canal+. Il présente d'abord, à la mi-temps des matches de football, une chronique humoristique gestes techniques. Il participe ponctuellement à l'émission Les spécialistes rugby sur Canal+ Sport. Il est aussi régulièrement présent au bord des terrains de Top 14 pour interviewer les acteurs du match. Il a également animé la Nuit du rugby, notamment en 2010 et 2011.
À partir de 2002, il devient scénariste et participe notamment au scénario de plusieurs films de Fabien Onteniente (notamment Camping, Disco et Camping 2).
Sur Canal+, pendant les Jeux olympiques de Pékin en août 2008, il a animé, dans le cadre de l'émission Beijing soir animée par Hervé Mathoux, une chronique insolite en utilisant et en détournant des images des épreuves olympiques du jour. Il intervient également dans l'émission Jour de Coupe du monde durant la Coupe du monde de rugby à XV 2011.
Il débute comme réalisateur de cinéma en tournant à l'automne 2009 son long-métrage Le fils à Jo, une comédie sur le rugby à XV qui raconte l'histoire d'un père célibataire légende du rugby, Jo Canavaro, qui compte bien que son fils suive ses traces.
En 2015, il écrit et réalise son deuxième long-métrage On voulait tout casser qui met en scène une bande d'amis incarnés par les acteurs Kad Merad, Charles Berling, Benoît Magimel, Vincent Moscato et Jean-François Cayrey.
De novembre 2015 à juin 2016, il participe au Canal Rugby Club sur Canal+. En 2016, son contrat avec Canal+ se termine et n'est pas renouvelé.
En 2017, il rejoint la rédaction rugby de France Télévisions pour couvrir le Tournoi des Six Nations. Cédric Beaudou, rédacteur en chef responsable du rugby, annonce qu'il sera notamment chargé de ramener des séquences tournées dans les coulisses de l'équipe de France. Cette collaboration n'est pas renouvelée en 2018.
En 2017, il réalise le court métrage Ze French Touch, film de promotion du dossier de la candidature française à l'organisation de la Coupe du monde de rugby à XV 2023.
En 2019, il fait son retour à la télévision en intégrant l'équipe des Tontons Flankers, émission diffusée sur Eurosport 2.

## Palmarès
- Champion de France (1) : 1990
- Vice-champion de France (1) : 1987 (remplaçant, il entre à la place de Jean-Baptiste Lafond à la 41e).

## Filmographie

### Réalisateur
- 2011 : Le Fils à Jo
- 2015 : On voulait tout casser
- 2020 : Papi Sitter
- 2022 : J'adore ce que vous faites[10]
- 2023 : Pour l'honneur

### Coscénariste
- 2002 : 3 zéros
- 2004 : People
- 2006 : Camping
- 2008 : Disco
- 2010 : Camping 2
- 2013 : Turf
- 2015 : On voulait tout casser
- 2023 : Pour l'honneur